# Yūken Iwasa
Yūken Iwasa (jap. 岩佐 勇研, Iwasa Yūken; * 2. Juli 1999 in Sapporo) ist ein japanischer Skispringer.

## Werdegang
Yūken Iwasa startet für Sapporo Nihon Univ. High School. Anfang März 2013 startete er erstmals bei einem FIS-Race, am 27. und 28. September 2014 debütierte er in Râșnov im FIS Cup und erreicht dort die Plätze 24 und 20. Seine nächste Wettbewerbsteilnahme war zugleich sein Debüt im Continental Cup. Dieses erfolgte am 16. und 17. Januar 2015 in seiner Heimatstadt Sapporo und er belegte die Plätze 25 und 41. Seine beste Platzierung im Continental Cup bisher war ein dritter Platz beim Wettbewerb in Kuopio am 20. August 2016. Dies waren sein erster Podestplatz im Continental Cup. Bis heute konnte er zudem insgesamt zwei Wettbewerbe im FIS Cup gewinnen.
Bei den Nordischen Junioren-Skiweltmeisterschaften 2016 in Râșnov im Februar 2016 gewann Iwasa im Mannschaftswettbewerb zusammen mit Masamitsu Itō, Naoki Nakamura und Ryōyū Kobayashi Bronze und erreichte im Einzelwettbewerb Platz 18. Ein Jahr später gewann er in Park City gemeinsam mit Minami Watanabe, Masamitsu Itō und Fumika Segawa im Mannschaftswettbewerb ebenfalls Bronze.
Im heimischen Sapporo debütierte er im Februar 2017 im Weltcup. Nach der erfolgreichen Qualifikation errang er am ersten Wettkampftag Platz 30 und damit seinen ersten Weltcuppunkt. Noch im selben Monat konnte er bei den Winter-Asienspielen in Sapporo jeweils Platz zwei von der Großschanze hinter seinem Landsmann Naoki Nakamura und von der Normalschanze hinter seinem Landsmann Yukiya Satō erringen und zudem mit diesen sowie Masamitsu Itō den Mannschaftswettbewerb für sich entscheiden.
Iwasa lebt in seiner Geburtsstadt Sapporo.

## Statistik

### Weltcup-Platzierungen
| Saison  | Platz | Punkte |
| ------- | ----- | ------ |
| 2016/17 | 071.  | 001    |
| 2019/20 | 054.  | 014    |

### Grand-Prix-Platzierungen
| Saison | Platz | Punkte |
| ------ | ----- | ------ |
| 2018   | 043.  | 038    |
| 2019   | 020.  | 113    |
| 2021   | 059.  | 020    |

### Continental-Cup-Platzierungen
| Saison  | Platz | Punkte |
| ------- | ----- | ------ |
| 2014/15 | 124.  | 006    |
| 2015/16 | 106.  | 009    |
| 2016/17 | 054.  | 178    |
| 2017/18 | 064.  | 098    |
| 2018/19 | 061.  | 149    |
| 2019/20 | 029.  | 307    |
| 2020/21 | 027.  | 181    |
| 2022/23 | 088.  | 030    |